# Pilar Landeira Guerrero
Pilar Landeira Guerrero (Madrid, Comunidad de Madrid, España, 24 de junio de 1959) es una exárbitro de baloncesto española de la liga ACB. Pertenece al Comité de Árbitros de la Comunidad de Madrid. Fue la primera mujer árbitro de la Liga ACB.

## Trayectoria
Casada, licenciada en biología, ha sido profesora, de matemáticas, pero dedicó su vida al arbitraje. Casi no ha jugado al baloncesto, apenas algo durante el bachillerato que realizó en Cáceres. Después, en 1975, hizo el curso de árbitro en voleibol, baloncesto y balonmano, pero cuando regresó a Madrid para estudiar su carrera decidió centrarse en el baloncesto. Actuó dos temporadas en Cáceres y más 17 en Madrid.
En 1987 consiguió ser internacional por la FIBA, y en 1992 ascendió a la Liga ACB, convirtiéndose en la primera mujer árbitro de dicha liga. Debutó el 29 de marzo de 1992 en un CB Collado Villalba contra Fórum Filatélico (88–84). En el año 2000 se trasladó a vivir a Barcelona y se incorporó al Comité de Árbitros de Cataluña, año en el que también dirigió cinco partidos de los Juegos Olímpicos de Sídney 2000 (cuatro femeninos y uno de masculino). Dejó el arbitraje activo en 2004. Desde entonces colabora y participa en labores del comité técnico. Su labor fue distinguida en 2014.
En octubre de 2024 fue incluida en el Hall of Fame del Baloncesto Español, en una ceremonia celebrada en Sevilla.

## Temporadas
| Categoría        | País   | Año         |
| ---------------- | ------ | ----------- |
| Categorías bases | España | 1975 - 1985 |
| Primera B        | España | 1985 - 1992 |
| Liga ACB         | España | 1992 - 2004 |